# 国際反共連盟
国際反共連盟(こくさいはんきょうれんめい)とは、1937年4月12日に結成された日本の反共主義団体である。機関紙である反共情報を出版していた。連盟員は1939年前後の時点で約5万人居たとされる。1938年には、国際反共連盟内に防共協定記念会を置いて、防共協定記念国民大会に参与した。
英語名はInternational Anti-communist League、International Anti-Comintern Federationなど。

## 役員
- 顧問: 平沼騏一郎 (元国本社会長、無窮会会長)、近衛文麿、頭山満 (黒龍会顧問)、田中光顕、有馬良橘 (枢密院)[5]
- 評議員: 今泉定助 (無窮会系)、石光真臣、猪野毛利栄、井戸川辰三、花岡敏夫、花岡止朗 (日露協会[6])、羽入三郎、大井成元 (三六倶楽部)、大谷尊由、大山卯二郎、渡邊萬太郎、田中善立、田中都吉、田鍋安之助、高山公通、南郷次郎、夏秋亀一、牛塚虎太郎、上田仙太郎、内田良平 (黒龍会、日露協会[6])、野中勝明、葛生能久 (黒龍会)、山本悌二郎、山岡萬之助、山内通靖、松岡洋右 (日露協会[6])、松岡均平、増田正雄、松永材、松本徳明、二子石官太郎 (三六倶楽部)、小山松吉 (元国本社)、五来欣造(政治学者、皇化連盟代表)、荒木貞夫 (日露協会[6])、有田八郎、赤池濃、佐藤忍、匝瑳胤次、坂本一、宮田光雄、皆川治廣、蓑田胸喜、四王天延孝、瀬下清、関重忠、角岡知良、末永一三、内藤順太郎、中原謹司[5]
- 理事長: 井田磐楠 (三六倶楽部)[5]
- 理事: 菊池武夫 (元国本社)、井上清純 (三六倶楽部)、入江種矩 (政教社)、池田弘、岩田愛之助 (愛国社)、太田耕造 (元国本社)[5]
- 幹事: 高畑正、川原信一郎、青山憲史[5]
- 嘱託: 山内通靖、藤原繁[5]